# 大島直也
大島 直也（おおしま なおや、1971年6月6日 - ）は神奈川県横浜市出身のタレント、俳優、実業家である。元お笑い芸人、ドロンズとして活動していた。YScompany所属。

## 経歴

### 幼少・学生時代
小学生の時、ザ・ドリフターズに影響されクラスの仲間を集めてお楽しみ会等でコントを披露するようになる。高学年になると『スネークマンショー』に感化されコメディアンになる事を決意。友人と『シック・ツー・マンショー』を結成し、音声のみのコントを作成。
栄養士で料理好きな母の下、食いしん坊に育つ。両親が共働きだったこともあり、週末は母も家事を休んで外食を楽しむ家庭であった。行きつけの店の中には本格的なフレンチやイタリアンなどもあり、幼い頃から舌を鍛えられたという。
中学生の頃、シティーボーイズ・竹中直人の影響を受けて、芝居路線のお笑いが好きになる。
1990年3月、神奈川県立東金沢高等学校（現神奈川県立金沢総合高等学校）卒業。役者になる事を目指し、日本大学芸術学部映画コースを第一志望としたが2浪の末に断念。現役・浪人時代合わせて約60校受験するも勉強嫌いが災いし惨敗だったという。
1992年4月、日本映画学校俳優科に入学。
普通自動車運転免許取得後3度目の運転で、飛び出してきた猫を避けた際に事故を起こす。親から借りた車は大破したが、大島は奇跡的にまったくの無傷だったという。
映画学校2年生の頃に受けた“お笑い”の授業にて、クラスメイトと組んでコントを披露した。その際、周囲から好評を博し手応えを感じた。
在学中に友人とイベント団体『GHOST COMPANY』を結成。様々なジャンルで活動中だった若手のパフォーマーを集めてライブを企画・開催している。その中で、大島は『ジェリーフィッシュマンズ』というコンビを組み、コントを披露。
3年生となった大島は卒業後の進路について、まずお笑い芸人として有名になり、その後俳優業に移行しようと画策。
卒業を目前に控え、本格的にお笑い芸人の道に進むことを決意。在学中に知り合った古坂大魔王の紹介で石本武士と出会う。
1994年10月『大島・石本』のコンビ名で「ラ・ママ新人コント大会」に出演。好感触だったが、大島の卒業公演が控えていたこともあり、本格的なお笑い活動は翌年3月以降と予定した。
1995年3月日本映画学校俳優科（7期生）卒業。

### 芸人時代
1995年6月、正式に石本武士とお笑いコンビ「DRUG」のちに「D.R.U.G」結成。「DRUG」名義で改めて「ラ・ママ新人コント大会」に出演、これを機にお笑い芸人として活動を始める。
同年10月、マセキ芸能社所属となる。
1996年3月、事務所から趣旨を知らされぬまま『進め!電波少年』の面接（オーディション）を受ける。最終選考5組に残るが落選。のちに猿岩石が務めた「ユーラシア大陸ヒッチハイク旅」の面接だった事を知り複雑な心境になる。
1996年4月、電波少年と同じ土屋敏男プロデューサーの番組『ウッチャンナンチャンのウリナリ!!』の前説を始める。同時期、若手お笑い芸人を追うという内容のNHKドキュメント『にっぽん点描』の4ヶ月間に及ぶ密着取材を受ける。
1996年6月、『進め!電波少年』の前説も任される。2人の前説の様子を見た土屋は、この2人なら猿岩石とはまた違う旅をしてくれるだろうと、次のヒッチハイク企画への起用を画策。同じ頃、麻薬などを連想させる『D.R.U.G』というコンビ名は、メディアに露出する今後のイメージも考慮して変更するようアドバイスされる。いくつか改名案が出されるも難航したため、痺れを切らしたチーフマネージャーから「この世にないオリジナルの言葉で考えろ」と課題を出され、前のコンビ名から一音残し『ドロンズ』に改名。
上述の改名は、実は電波少年出演の兼ね合いで行われたものであった。改名直後の10月末『進め!電波少年「南北アメリカ縦断ヒッチハイクの旅」』に出発。放送後は一躍名を馳せる。
1997年6月エクアドルにて26歳を迎える。同年12月31日ゴール、年明け帰国で凱旋ライブ。初舞台の場所であるラ・ママで24時間ライブを決行。1998年3月、お礼参りの旅として再び雷波少年の旅が始まる。当初は日本における様々な社会問題等のお題を与えられ、ヒッチハイクしながら取材、それを元にコントを作成し路上ライブを行い、そこでの収益で1週間生活するというものだった。
同年5月から「ドロンズのドンキホーテ!日本を行く!」に企画変更。2歳のロバ「ロシナンテ」を連れて北海道の宗谷岬を出発し、ゴールは鹿児島県の佐多岬までとする日本列島を縦断する旅が始まった。27歳の誕生日は津軽海峡上だった。9月に鹿児島県最南端の佐多岬でゴールを果たした。
以降、多くのバラエティ番組に出演。

### 俳優・極貧時代
2003年3月、かねてから俳優になることが夢だった大島は相方の石本に相談。話し合いの末にドロンズは解散となる。心機一転、俳優業に転身したものの思惑は外れ、なかなか軌道に乗らなかった。芸人時代と比べ収入は激減、建築現場や短期アルバイトに勤しんで生活を繋いでいた。
新たに芸能事務所に所属、映画やVシネマなど出演する機会を得るが鳴かず飛ばずの状態だった。この時期に劇団立ち上げの話も持ち上がるが、仲間との意見が合わず頓挫。そんな中、父親を脳腫瘍で亡くす。公私共に五里霧中に立たされる。

### 実業家時代
飲食店の起業を決意し、当初はバーを開くため画策。しかし、大阪の知人の勧めで食べた鉄板鍋（鉄板焼きから派生した料理）に衝撃を受け、東京に無いものを提供したいと考えていた大島は、鉄板鍋のアレンジ料理を出す店にしようと決めた。
料理や経営について勉強を重ね、飲食店で働きつつ修行をこなし調理の基本を学んだ。
2006年8月、東京都の恵比寿に『ちりとり鍋 大島』を開店。元相方である石本は、恵比寿に『馬肉屋たけし』を翌年オープンさせている。石本とは現在も公私共に交友がある。
2008年5月18日、店の立ち上げにも協力した元タレントの武田夏葉子と結婚。夏葉子は初代日銀総裁・吉原重俊の玄孫、また、三菱財閥創業者の岩崎弥太郎妹の岩崎さきの系統でもあり、荘田平五郎の玄孫にあたる。『ちりとり鍋 大島』では経理や広報、大島の芸能活動におけるマネージャーも務めるなど陰で支え続けた。
2009年6月、芸能活動での路線を軌道修正し、タレント業に比重を置く。
2010年12月、39歳にして長男を授かる。
2012年、みそソムリエに合格。
2015年2月、一部のスポーツ新聞等で2014年11月22日に離婚届が提出されたことが発覚。円満離婚だという。同時に、夫婦で切り盛りしていた店を譲渡。現在も店名には「大島」の文字が入ってるが、大島は店側に一切関与していない。大島が開発した秘伝の味噌を使ったちりとり鍋は、元相方のドロンズ石本が経営する『馬肉屋たけし』（東京・恵比寿）で味わえる。別れた妻子とは現在もまれに顔を合わせる仲である。

### 俳優・タレント業の再スタート
2015年、家族と店を失った大島はタレント・俳優として再スタートを切った。
2015年12月、母親が肺がんに罹っていることが判明。既にステージⅣであったことから俳優業を中断し、アルバイトをしながら介護にあたった。2017年7月に母親が死去した後は、介護経験を踏まえた講演会などをこなしながら俳優業への復帰を進めている。
2020年1月31日、脳梗塞により緊急搬送され入院。
2024年6月12日には自身の「誕生日&芸能生活29周年パーティー」を開催した。

### その他
KABS介護離職防止対策促進機構サポーター・日本花押協会広報部長といった肩書、書道二段・クレジットカードアドバイザーなどを所持している。

## 主な出演番組

### テレビ
コンビとしての出演はドロンズを参照
- 『いろもん』1998年2月（日本テレビ）
- 『おしゃれカンケイ』1998年2月（日本テレビ）
- 『メレンゲの気持ち』1998年2月（日本テレビ）
- 『とんねるずのハンマープライス』1998年3月（フジテレビ）
- 『恋ボーイ恋ガール』レギュラー出演（フジテレビ）
- 『めちゃめちゃイケてる』1998年12月（フジテレビ）
- 『かくし芸大会』1999年1月/2000年1月（フジテレビ）
- 『特捜!芸能ポリスくん』1999年1月(TBS)
- 『ダウンタウンDX』1999年4月（日本テレビ）
- 『リングの魂』1999（テレビ朝日）
- 『TVおじゃマンボウ』1999年4月（日本テレビ）
- 『踊る!さんま御殿!!』1999年5月、2013年（日本テレビ）
- 『峰竜太のホンの昼メシ前』準レギュラー出演 1999年8月 - （日本テレビ）
- 『国産ひな娘』 1999年9月（テレビ東京）
- 『ココリコA級伝説』 1999年11月（テレビ朝日）
  - 『いきなり!黄金伝説。』 2000年8月、2001年6月
- 『風まかせ 新・諸国漫遊記』1999年12月、2000年3月（フジテレビ）
- 『特捜TVガブリンチョ』1999年12月（テレビ朝日）
- 『ジャングルTVタモリの法則』 2000年4月(TBS)
- 『しあわせ家族計画』 2000年4月(TBS)
- 『タイムショック21』 2000年11月（テレビ朝日）
- 『ウリナリ政見放送』 2001年4月（テレビ朝日）
- 『爆笑難問題』 2001年6月（テレビ東京）
- 『テレビ王（仮）』 2001年8月/9（テレビ朝日）
- 『こたえてちょーだい!』準レギュラー出演 2001年8月、2002年7月（フジテレビ）
- 『わっ!NEW』 2001年8月（テレビ東京）
- 『ドロンズのテレビ王』 2001年10月（テレビ朝日）
- 『特ネタ!ニッポン宝島』 2001年12月(TBS)
- 『オールスター感謝祭』(TBS)
- 『タモリ倶楽部』 2002年7月 （テレビ朝日）
- 『FAN FUN TALKIN’』レギュラー出演MC (sky perfecTV)
- 『P.S!愛してる』準レギュラー出演（中京テレビ）
- 『P.S!』準レギュラー出演（中京テレビ）
- 『元気が魅力! 商の都・香港』 2005年9月 (BS-i)
- 『揚田・あきと沖直実 いい男エキス』2005年06月20日（インターネットTV・あっ!とおどろく放送局）
- 『甲田英司の為せば成る』2006年6月13日（インターネットTV・あっ!とおどろく放送局）
- 『Goods』2006年9月4日 (pod TV)
- 『快感MAP』 2006年10月24日（テレビ朝日）
  - 『快感MAP・総集編』2007年7月9日
- 『めざましテレビ〜早耳トレンド』2006年10月23日（フジテレビ）
- 『雨上がり決死隊のトーク番組アメトーーク!』〜元コンビ芸人〜 2006年10月26日（テレビ朝日）
- 『王様のブランチ』2006年11月11日 (TBS)
- 『ズームイン!SUPER!!』2006年11月27日（日本テレビ）
- 『やじうまプラス』2006年12月（テレビ朝日）
- 『百識』#10 2006年12月（フジテレビ）
- 『ゴールデンメッセ劇場〜メッセバカ一代』2007年1月（マイクロソフト社 メッセンジャーPR映像）
- 『スーパーニュース〜激ウマやみつき新名物 噂の“感動鍋”尽くし』2007年2月20日（フジテレビ）
- 『ドリームプレス社』2007年3月16日(TBS)
- 『クイズミリオネア〜人生の大勝負！突破するのは誰なんだ!?スペシャル』2007年3月29日（フジテレビ）
- 『細木数子のこれがホントの話よ！春の六星占術祭り』2007年4月16日（テレビ朝日）
- 『モバHO!ハッピーアワー〜乾杯でHAPPY!』2007年4月24日（インターネットTV・あっ!とおどろく放送局）
- 『朝はビタミン』2007年5月24日（テレビ東京）
- 『美味紳助』2006年12月30日、2007年9月4日（テレビ朝日）
- 『はなまるマーケット』2007年10月7日(TBS)
  - 『はなまるマーケット』〜総集編〜 2007年10月12日
- 『ささるう』2007年11月12日 （日本テレビ）
- 『スーパーニュース』2007年11月22日（フジテレビ）
- 『香取慎吾の特上！天声慎吾』2007年11月28日（日本テレビ）
- 『2時っチャオ!』2007年12月10日(TBS)
- 『サタスペ!』2009年6月6日（テレビ朝日）
- 『アイドリング』2009年8月（フジテレビ）
- 『芝碧の鏡』2009年8月（インターネットTV『あっ!とおどろく放送局』）
- 『復活!電波少年的懸賞生活2009』〜小島よしおの懸賞生活〜2009年10月9日（第2日本テレビ）
- 『ものスタ』2010年12月3日（テレビ東京）
- 『なにわなでしこ』2011年8月（日本テレビ）
- 『PS』〜10周年サプライズパーティー〜2011年10月（中京テレビ）
- 『サタネプベストテン』2011年11月(TBS)
- 『お願い!ランキングGOLD』2012年2月（テレビ朝日）
- 『もてもてナインティナイン』2013年（TBS）
- 『ちばドキッ』金曜レギュラー出演 2015年6月 - 2016年（J:COM）
- 『それって!?実際どうなの課』2022年9月28日（日本テレビ）-「家の不用品をすべて売ったらいくらになるのか?」

### ラジオ
- 『ドロンズのオールナイトニッポン』1998年2月(ニッポン放送)
- 『全国出店・篠原ともえ寿司』 1998年2月(ニッポン放送)
- 『マル金チャレンジランド』 1998年2月(ニッポン放送)
- 『明日に生きる』 1998年2月(TOKYO FM)
- 『小池聴行と真矢みきのヒーリングパーク』 2000年9月（文化放送）
- 『テリーとうえちゃんのってけラジオ』 2000年11月(ニッポン放送)
- 『古本新之輔のちゃぱらすかWOO』 2001年3月（文化放送）
- 『ヒルサイド・アヴェニュー』 2001年6月(JFN)
- 『週刊CHINTAI presents TIME AFTER TIME』(J-WAVE)
- 『UP'S ねたばん』（TBSラジオ）
- 『アジアの風』 2005年5月〜6月（球放送ラジオ）
- 『e-STATION GOLD LOTTE TOKYO BUONO』 2006年9月29日(J-WAVE)
- 『DoCoMo TOKYO REMIX ZOKU』 2007年3月17日(J-WAVE)
- 『玉川美沙たまなび』2007年10月2日（文化放送）
- 『テリーとたい平のってけラジオ』2009年9月11日（ニッポン放送）
- 『4ROOMS』2010年7月6日 (TOKYO FM)

### 映画
- 『地獄プロレス』 高橋巌 監督 2005年3月
- 『クール・ディメンション』 石井良和 監督 2006年7月
- 『ふぞろいな秘密』 石原真理子 監督 藤井洋 役 2007年6月
- 『ペルソナ』 樫原辰郎 監督 2008年1月
- 『実録・連合赤軍 あさま山荘への道程』 若松孝二 監督 2008年3月
- 『ギララの逆襲/洞爺湖サミット危機一発』 河崎実 監督 2008年8月
- 『深海獣レイゴー』 林家しん平 監督 2009年7月

### オリジナルビデオ
- 『マイティレディ ニューエピソード』 大桃一郎 監督2001年
- 『HOKURO〜百発病伝説〜』 今村悦朗 監督 2003年
- 『サバイブ2 女たちの最終形態 第二幕 拘束〜Bind〜』 安藤ボン 監督 2006年7月
- 『スケパン刑事 バージンネーム=諸見栄サキ』 宇田川大吾 監督 2006年11月

### ドラマ
- ぼくが地球を救う（TBS）沼袋役 2002年9月
- リクナビ・トヨタ紡織『人とクルマの気持ちE』紡織博士役 2006年4月
- メディ・シネマ『AGA』〜悩めるシーザー達〜 患者佐藤役 2006年4月
- 政府公報オンライン映像 レギュラー 
  - 「未公開株購入の勧誘」編 2007年1月
  - 「買わないで！模倣品・海賊版」編 2007年
  - 「忘れないで！液体物持込の新ルール」編 2007年
- 水曜ミステリー9 信濃のコロンボ 事件ファイル⑯ 願望の連環（テレビ東京、2008年）

### 舞台
- MASEKIユース第一回公演『サトル』スペース107（演出：内村宏幸）1999年2月
- Attic Theater vol.9公演『lenz』中野MOMO（演出：黒川竹春）ゲスト出演 2004年5月
- ワールドツアー第1回公演『ジョー・アンダーグラウンド』ザムザ阿佐ヶ谷（演出：会田犬）2005年3月
- 感劇空間第6回公演『地球滅亡と僕』原作：金子貴俊 スペース107（演出：揚田あき）客演 2005年11月

### ナレーション
- sky perfecTV『第19回国際宗教学宗教史会議』(IAHR) 2005年5月

### お笑いライブ
- マセキライブ
  - '98〜お祭り〜シアターアプル1998年10月
  - ′01『第一夜 新宿04：40〜』スペース107 2001年1月
  - ′01『第二夜 新宿25：00〜』スペース107 2001年1月
- MASEKIユース第二回公演『こんどは笑い』スペース107 1999年5月
- 『アンドロ学園』巣鴨まごころホール2001年5月
  - 『アンドロ学園〜19999発目の花火〜』巣鴨まごころホール2001年8月
  - 『アンドロ学園vol.3〜パパパパーティー〜』巣鴨まごころホール2001年12月
- 『お台場どっと混む！「ウラわざ」』フジテレビ1Fマルチシアター2001年8月
  - 『お台場どっと混む！「ウラわざⅡ」』フジテレビ1Fマルチシアター2001年12月